# Anguttara-Nikaya
Die Anguttara-Nikaya (Sammlung der Angliederungen) ist die vierte der fünf Nikayas (Sammlungen), aus denen die Suttapitaka besteht.

## Inhalt
Die Anguttara-Nikaya enthält insgesamt 9557 recht kurze Sutten, die in elf „Nipata“ (Bücher) unterteilt sind.
Der Inhalt der einzelnen Bücher hat Bezug zum jeweiligen Buchtitel. Das „Zweier Buch“ enthält beispielsweise Suttas wie „Zwei Arten von Glück“, oder die Sutta über die zwei Menschen, denen man „das Gute schwerlich vergelten“ kann (seinen Eltern). Die Suttas aus dem „Dreier-Buch“ handeln von „Dreier-Dingen“, wie „Die Drei Beweggründe zum Guten“ oder „Dreierlei Rede“ usw.

### Nipatas
1. „Eka-Nipata“ – Einer-Buch
2. „Duka-Nipata“ – Zweier-Buch
3. „Tika-Nipata“ – Dreier-Buch
4. „Catukka-Nipata“ – Vierer-Buch
5. „Pañcaka-Nipata“ – Fünfer-Buch
6. „Cakka-Nipata“ – Sechser-Buch
7. „Sattaka-Nipata“ – Siebener-Buch
8. „Atthaka-Nipata“ – Achter-Buch
9. „Navaka-Nipata“ – Neuner-Buch
10. „Dasaka-Nipata“ – Zehner-Buch
11. „Ekadasaka-Nipata“ – Elfer-Buch

## Deutschsprachige Ausgaben
- Nyânatiloka Mahâthera (Übers.), Nyânaponika (Hrsg. & Bearb.): Die Lehrreden des Buddha aus der Angereihten Sammlung. Beyerlein-Steinschulte, Stammbach 2013, ISBN 978-3-931095-88-8.